# كون كي-بو
كون كي-بو (هانغل: 권기보) هو لاعب كرة قدم كوري جنوبي في مركز حراسة المرمى، ولد في 4 مايو 1982 في كوريا الجنوبية. لعب مع سوون سامسونغ بلووينغز.

## وصلات خارجية
- كون كي-بو على موقع دوري كوريا الجنوبية (الإنجليزية)
- كون كي-بو على موقع قاعدة بيانات كرة القدم.إي يو (الإنجليزية)